# Ribes cereum
Ribes cereum är en ripsväxtart som beskrevs av David Douglas. Ribes cereum ingår i släktet ripsar, och familjen ripsväxter.

## Underarter
Arten delas in i följande underarter:
- R. c. colubrinum
- R. c. pedicellare

## Bildgalleri

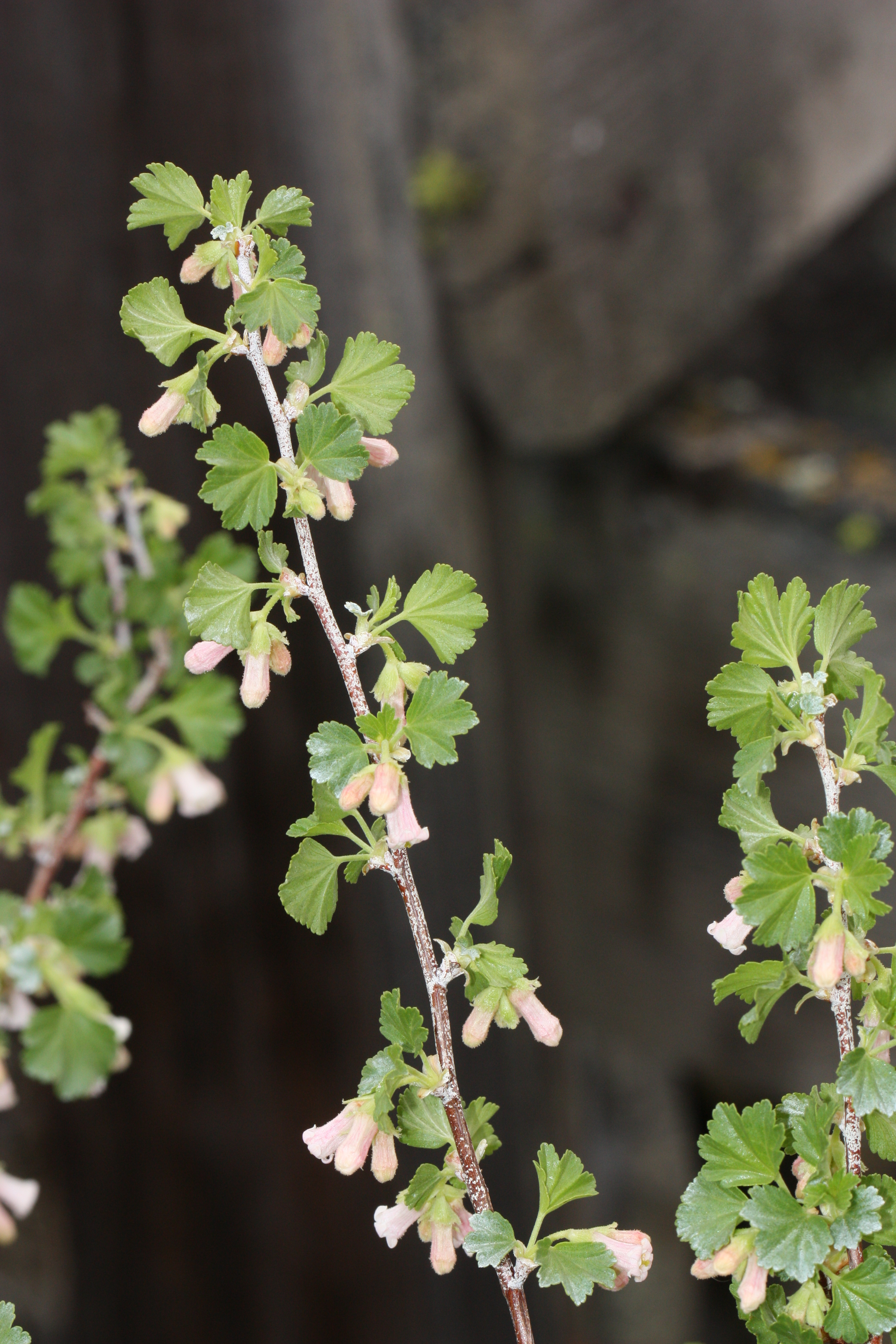
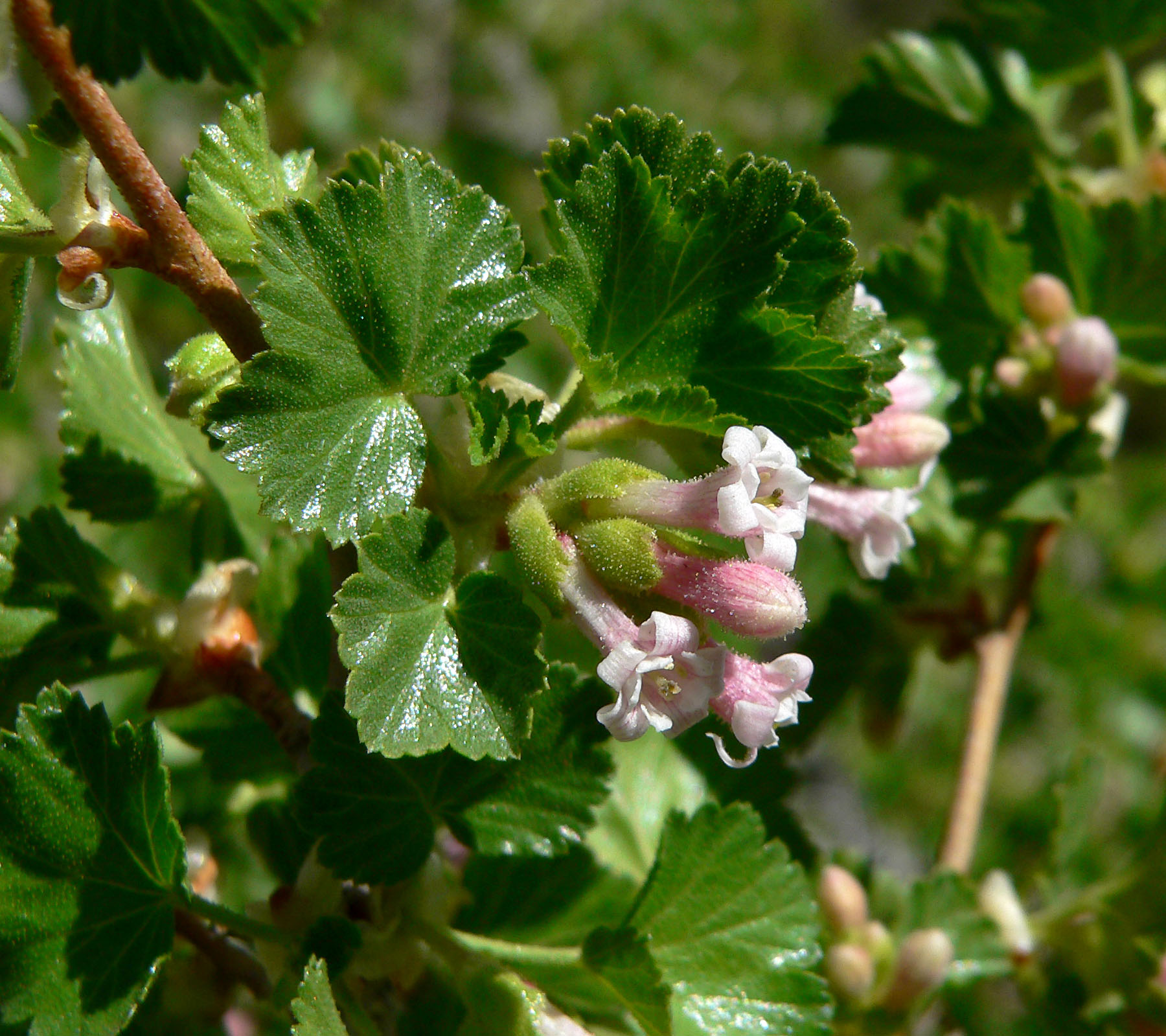
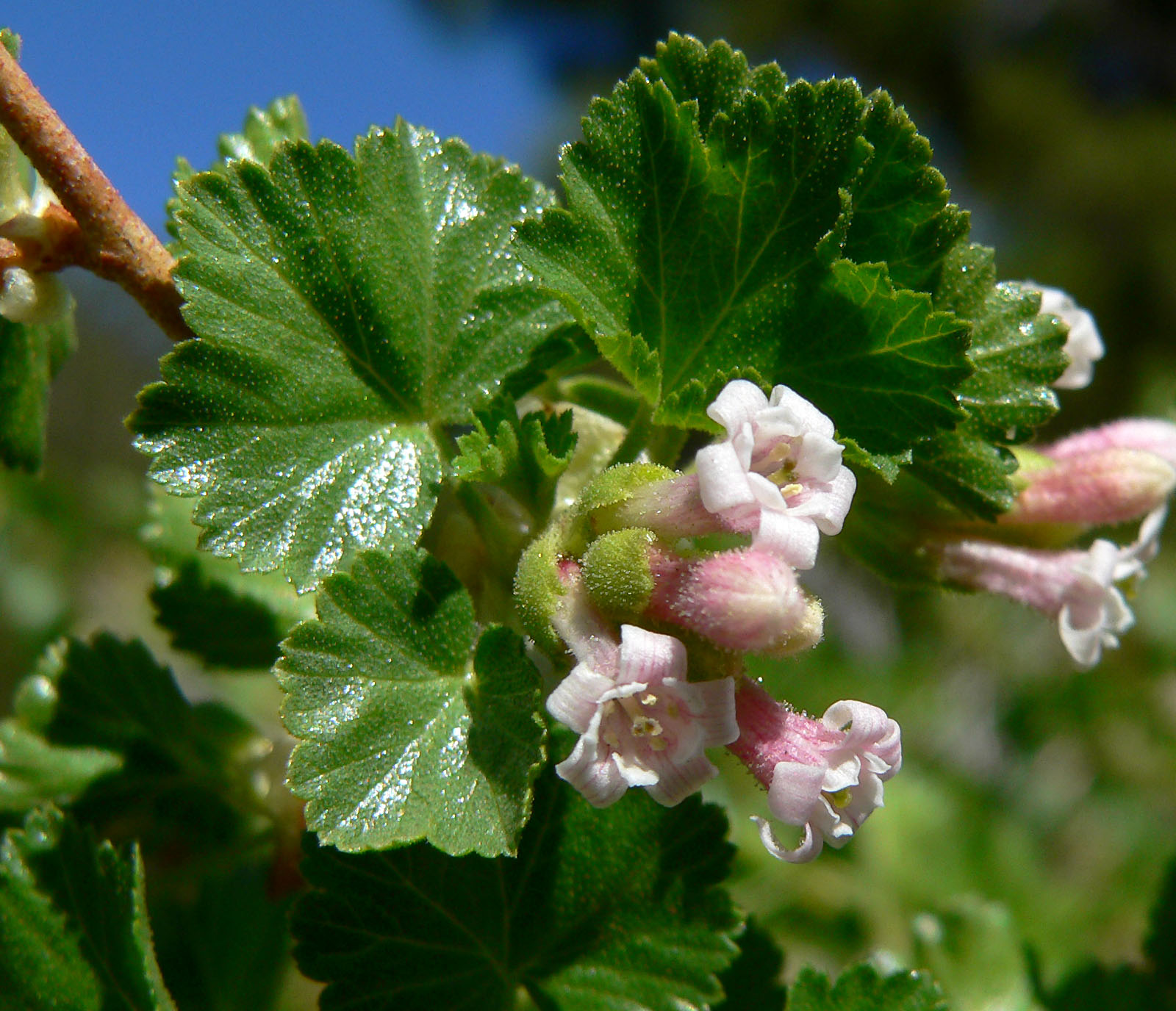
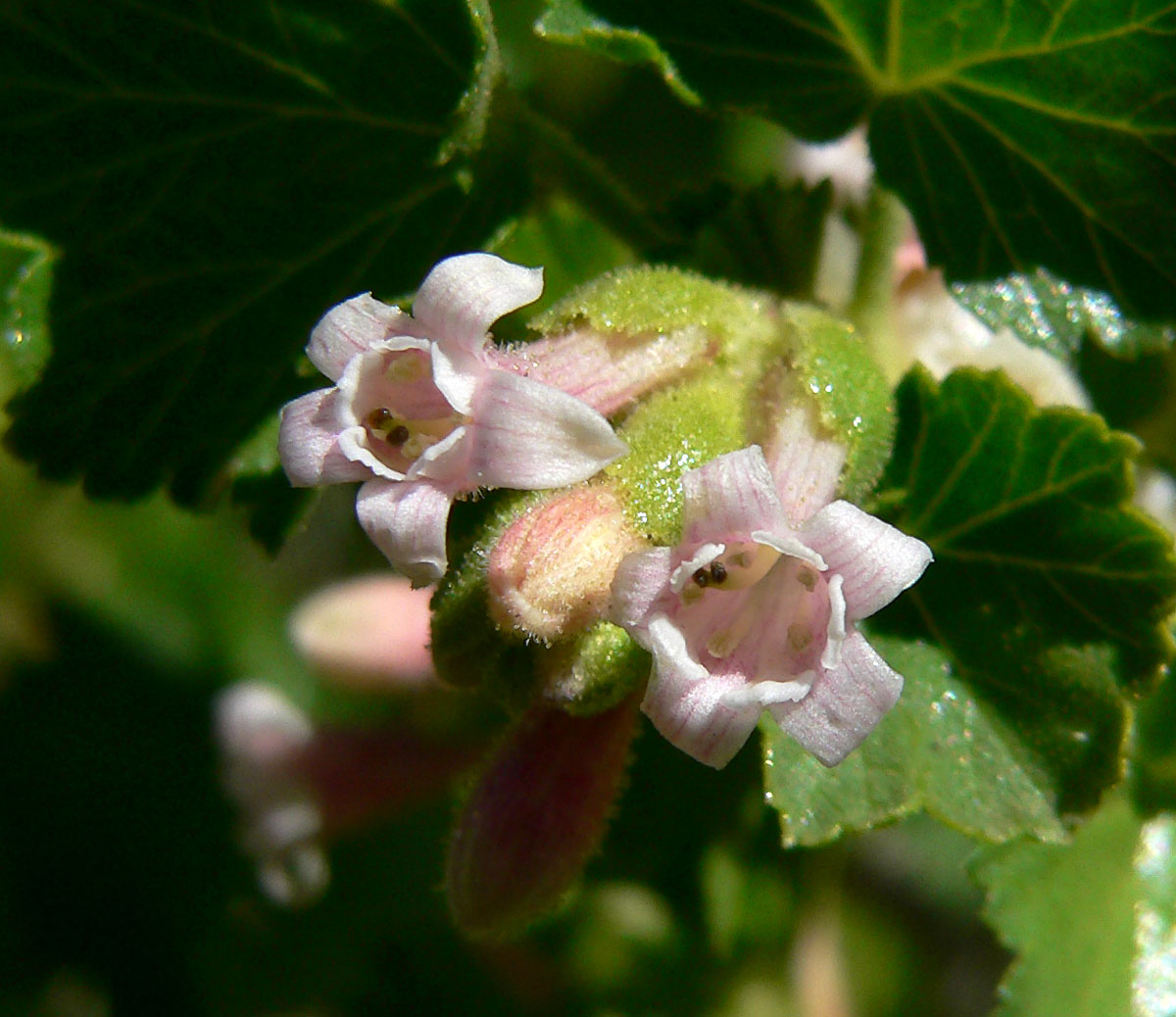
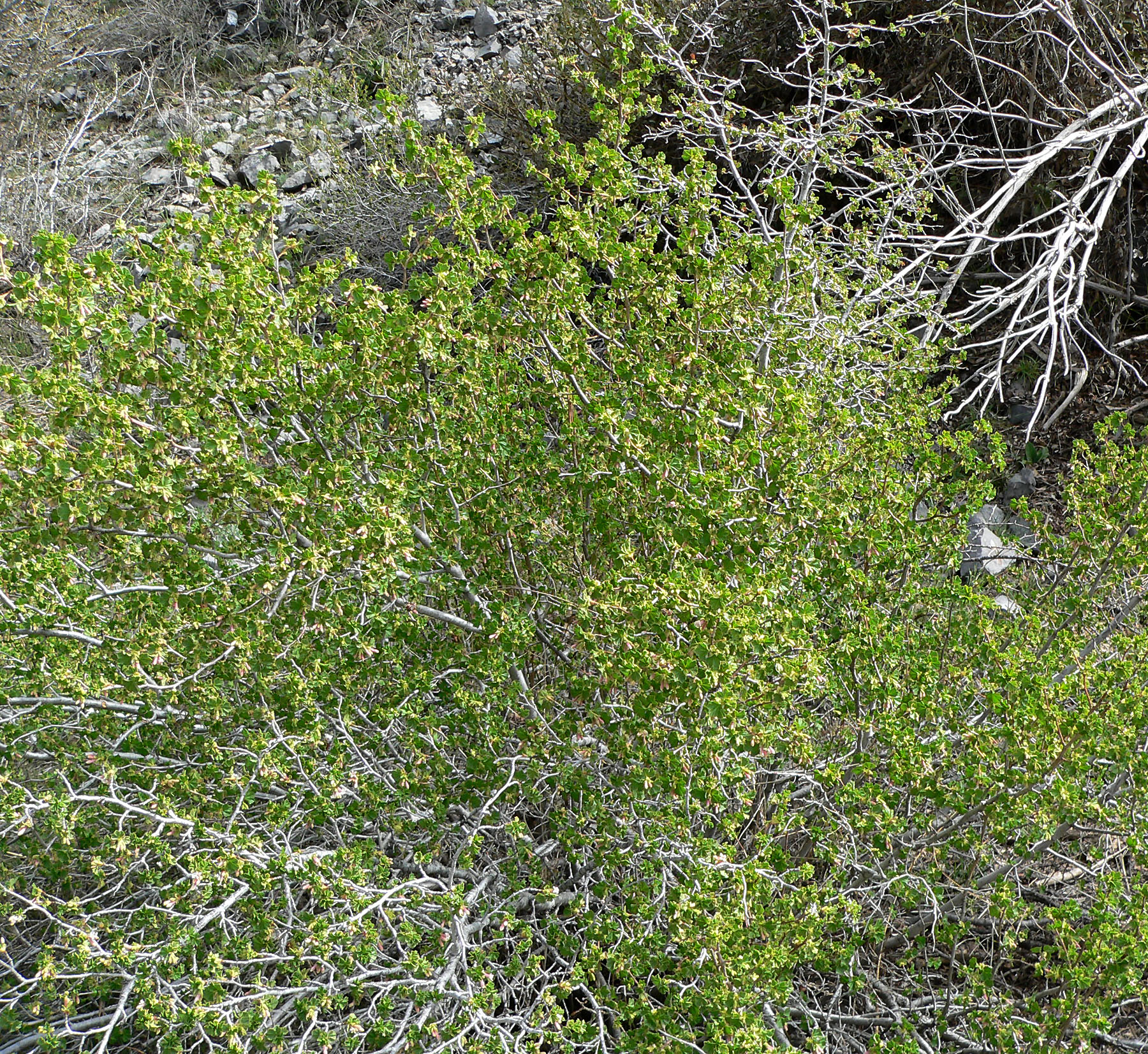
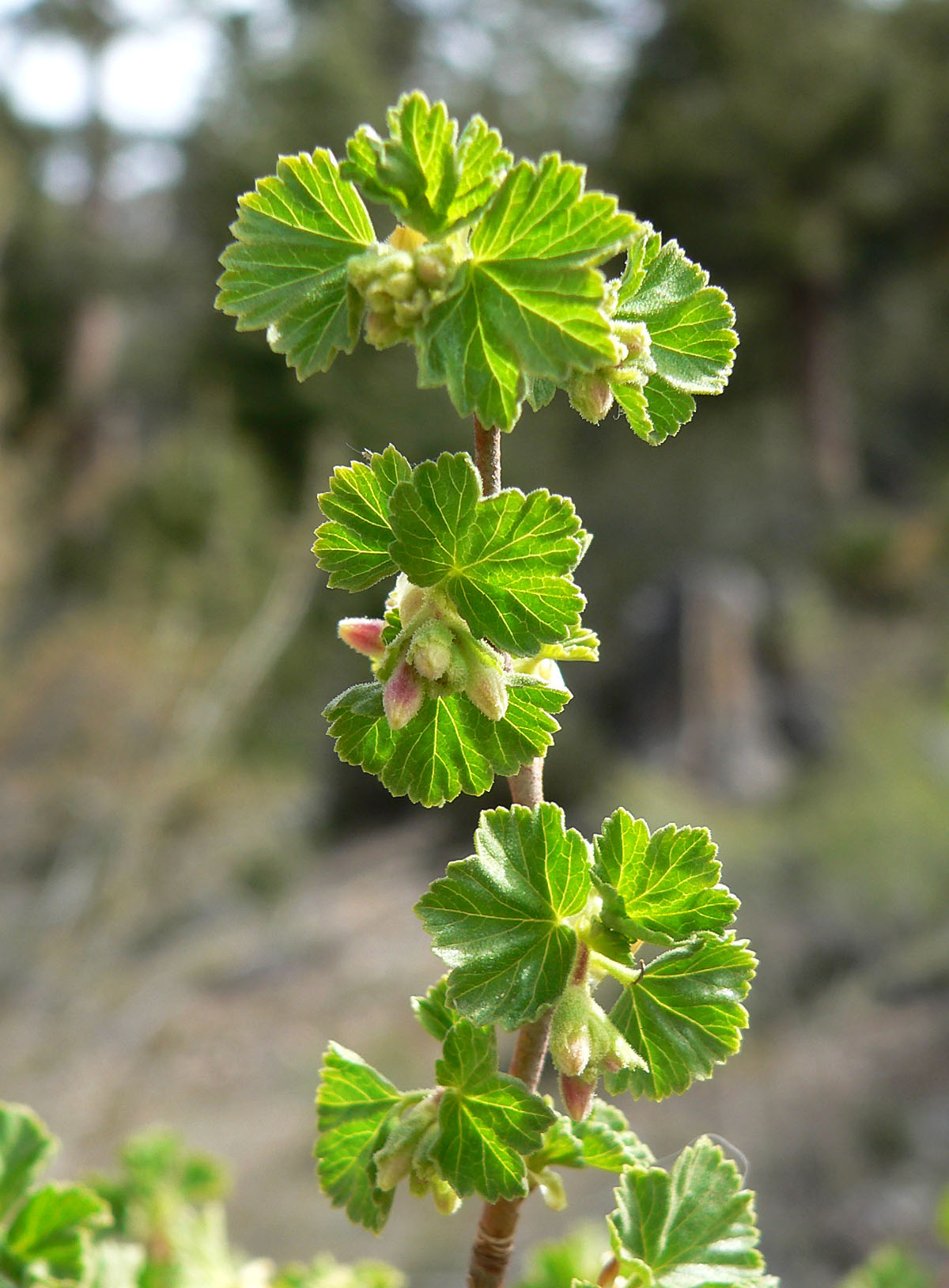